# Tweet (Sängerin)
Tweet (bürgerlich Charlene Keys; * 21. Januar 1972 in Rochester, New York) ist eine US-amerikanische Sängerin, Songschreiberin und Gitarristin.

## Biografie

### Jugend
Tweet kam 1971 als jüngstes Kind der Eheleute Tom and Shirley Keys in Rochester zur Welt. Wie auch ihre ältere Schwester Sundra und ihre drei Brüder Tom, Cedric und Lonnie lernte sie bereits in jungen Jahren als Teil des örtlichen Kirchenchors vor größerem Publikum aufzutreten. Parallel dazu erhielt Tweet professionellen Gesangs- und Gitarrenunterricht.
Nach ihrem Abschluss an der lokalen Performing Arts School in Panama City, Florida brachte Tweet 1990 im Alter von 19 Jahren ihre Tochter Tashawna zur Welt. Der Name des Kindes setzt sich unter anderem aus dem Namen des Vaters des Kindes, Shawn, zusammen.

### Sugah
In den frühen 1990er Jahren zog Tweet nach Virginia, um sich der fünfköpfigen Girlgroup Sugah anzuschließen. Die Band, welche sich mitunter aus Susan Weems und Rolita zusammensetze, gehörte zu einer Reihe von Interpreten von DeVante Swings Swing Mob-Kollektiv; so kam es zu ersten Kontakten und musikalischer Zusammenarbeit mit ihren späteren Labelkollegen Timbaland, Missy Elliott, Ginuwine, Magoo und Playa. Nach Auflösung der Swing Mob gelang es Sugah jedoch nicht anderorts erfolgreich Fuß zu fassen und so entschied das Quintett sich 1999 zur endgültigen Trennung der Band.

### Solokarriere
Im Jahr 2000 bat Missy Elliott die Sängerin, Backgroundvocals für ihr drittes Album Miss E ... So Addictive (2001) einzusingen. Während Tweet es gelang in den Folgemonaten als Chorusstimme auf den Neuerscheinungen von Ja Rule, Bubba Sparxxx, Petey Pablo und dem Duo Timbaland & Magoo weiterhin auf sich aufmerksam zu machen, verhalf Elliott ihr zu einem Plattenvertrag mit Elektra Records und ihrem Sublabel, The Goldmind Inc. Tweet begann daraufhin mit Missy Elliott, Timbaland, Nisan Stewart und Co-Produzent Craig Brockman die Arbeiten zu ihrem Debütalbum; parallel dazu trat sie als Feature auf Elliotts Single „Take Away“ und Timbaland & Magoos „All Y’all“ auch erstmals namentlich in Erscheinung.
2008 wirkte sie mit Joy Denalane, Bilal und Dwele und dem MDR-Sinfonieorchester in The Dresden Soul Symphony mit. Dabei interpretierten die Musiker Soulhits neu, indem sie sie mit klassischer Musik verbanden. Die Premiere war in Dresden am 26. April 2008.

## Honey
2003 hatte Tweet eine Rolle in dem Film Honey, zusammen mit Jessica Alba. Sie spielte sich selber. In der Szene, in der sie auftritt, geht es darum wie Honey (Jessica Alba) für den Videoclip von Tweet Regie führt.

## Diskografie

### Studioalben
| Jahr | Titel                | Höchstplatzierung, Gesamtwochen, AuszeichnungChartplatzierungen (Jahr, Titel, Platzierungen, Wochen, Auszeichnungen, Anmerkungen) | Höchstplatzierung, Gesamtwochen, AuszeichnungChartplatzierungen (Jahr, Titel, Platzierungen, Wochen, Auszeichnungen, Anmerkungen) | Höchstplatzierung, Gesamtwochen, AuszeichnungChartplatzierungen (Jahr, Titel, Platzierungen, Wochen, Auszeichnungen, Anmerkungen) | Höchstplatzierung, Gesamtwochen, AuszeichnungChartplatzierungen (Jahr, Titel, Platzierungen, Wochen, Auszeichnungen, Anmerkungen) | Anmerkungen                            |
| Jahr | Titel                | DE | CH | UK | US | Anmerkungen                            |
| ---- | -------------------- | --- | --- | --- | --- | -------------------------------------- |
| 2002 | Southern Hummingbird | DE44 (4 Wo.)DE | CH65 (4 Wo.)CH | UK15 Silber · (6 Wo.)UK | US3 Gold · (21 Wo.)US | Erstveröffentlichung: 2. April 2002    |
| 2005 | It’s Me Again        | — | — | — | US17 (7 Wo.)US | Erstveröffentlichung: 22. März 2005    |
| 2016 | Charlene             | — | — | — | US42 (2 Wo.)US | Erstveröffentlichung: 26. Februar 2016 |

### Livealben
- 2008: The Dresden Soul Symphony (MDR-Sinfonieorchester mit Joy Denalane, Tweet, Bilal & Dwele)

### EPs
| Jahr | Titel        | Höchstplatzierung, Gesamtwochen, AuszeichnungChartsChartplatzierungen (Jahr, Titel, Platzierungen, Wochen, Auszeichnungen, Anmerkungen) | Anmerkungen                            |
| Jahr | Titel        | US | Anmerkungen                            |
| ---- | ------------ | --- | -------------------------------------- |
| 2013 | Simply Tweet | US162 (1 Wo.)US | Erstveröffentlichung: 26. Februar 2013 |

### Singles als Leadmusikerin
| Jahr | Titel Album                       | Höchstplatzierung, Gesamtwochen, AuszeichnungChartplatzierungen (Jahr, Titel, Album, Platzierungen, Wochen, Auszeichnungen, Anmerkungen) | Höchstplatzierung, Gesamtwochen, AuszeichnungChartplatzierungen (Jahr, Titel, Album, Platzierungen, Wochen, Auszeichnungen, Anmerkungen) | Höchstplatzierung, Gesamtwochen, AuszeichnungChartplatzierungen (Jahr, Titel, Album, Platzierungen, Wochen, Auszeichnungen, Anmerkungen) | Höchstplatzierung, Gesamtwochen, AuszeichnungChartplatzierungen (Jahr, Titel, Album, Platzierungen, Wochen, Auszeichnungen, Anmerkungen) | Anmerkungen                                               |
| Jahr | Titel Album                       | DE | CH | UK | US | Anmerkungen                                               |
| ---- | --------------------------------- | --- | --- | --- | --- | --------------------------------------------------------- |
| 2002 | Oops (Oh My) Southern Hummingbird | DE23 (9 Wo.)DE | CH36 (9 Wo.)CH | UK5 Silber · (10 Wo.)UK | US7 Gold · (20 Wo.)US | Erstveröffentlichung: 11. Januar 2002 feat. Missy Elliott |
| 2002 | Call Me Southern Hummingbird      | DE95 (1 Wo.)DE | — | UK35 (2 Wo.)UK | US31 (19 Wo.)US | Erstveröffentlichung: 28. Mai 2002                        |
| 2004 | Turn da Lights Off It’s Me Again  | — | — | UK29 (3 Wo.)UK | — | Erstveröffentlichung: 5. Oktober 2004 feat. Missy Elliott |

Weitere Singles
- 2002: Boogie 2nite
- 2003: Thugman (feat. Missy Elliott)
- 2009: Love Again
- 2015: Won’t Hurt Me
- 2016: Magic
- 2016: Neva Shouda Left Ya

### Singles als Gastmusikerin
| Jahr | Titel Album                      | Höchstplatzierung, Gesamtwochen, AuszeichnungChartplatzierungen (Jahr, Titel, Album, Platzierungen, Wochen, Auszeichnungen, Anmerkungen) | Höchstplatzierung, Gesamtwochen, AuszeichnungChartplatzierungen (Jahr, Titel, Album, Platzierungen, Wochen, Auszeichnungen, Anmerkungen) | Höchstplatzierung, Gesamtwochen, AuszeichnungChartplatzierungen (Jahr, Titel, Album, Platzierungen, Wochen, Auszeichnungen, Anmerkungen) | Anmerkungen                                                                 |
| Jahr | Titel Album                      | DE | UK | US | Anmerkungen                                                                 |
| ---- | -------------------------------- | --- | --- | --- | --------------------------------------------------------------------------- |
| 2001 | Take Away Miss E... So Addictive | DE96 (2 Wo.)DE | — | US45 (20 Wo.)US | Erstveröffentlichung: 18. Oktober 2001 Missy Elliott feat. Ginuwine & Tweet |
| 2002 | No Panties Diamond Princess      | — | UK45 (2 Wo.)UK | — | Erstveröffentlichung: 21. Mai 2002 Trina feat. Tweet                        |

Weitere Gastbeiträge
- 2001: All Y’all (Timbaland & Magoo feat. Tweet)
- 2011: I Love Me (Lil` Mo feat. Tweet)